# Hans-Joachim Brüning
Hans-Joachim Brüning (* 11. November 1934 in Großenlüder, Kreis Fulda) war von 1987 bis 1999 Richter am deutschen Bundesgerichtshof.

## Leben
Nach Beendigung seiner juristischen Ausbildung trat Brüning 1963 in den Justizdienst des Freistaates Bayern ein.  1966 zum Landgerichtsrat beim Landgericht München II ernannt. 1970 erfolgte die Ernennung zum Ersten Staatsanwalt bei der Staatsanwaltschaft beim Landgericht München II und 1973 die Beförderung zum Richter am Oberlandesgericht bei dem Oberlandesgericht München. 1976 kehrte Brüning als Vorsitzender Richter an das Landgericht München II zurück. Bis zu seiner Ernennung zum Richter am Bayerischen Obersten Landesgericht im Jahre 1985 war er dort Vorsitzender einer Schwurgerichtskammer.
Zum Richter am Bundesgerichtshof wurde Herr Brüning 1987 gewählt. Das Präsidium des Bundesgerichtshofs wies ihn zunächst dem 4., ab Juli 1988 dem 1. Strafsenat zu, dem er bis zu seinem Eintritt in den Ruhestand angehörte.